# 穆达尔吉
穆达尔吉（Mudalgi），是印度卡纳塔克邦Belgaum县的一个城镇。总人口29894（2001年）。

## 人口
该地2001年总人口29894人，其中男性15172人，女性14722人；0—6岁人口5140人，其中男2691人，女2449人；识字率45.39%，其中男性为54.38%，女性为36.12%。